# Llista de topònims de Saldes
Montmajor
Llista de topònims (noms propis de lloc) del municipi de Saldes, al Berguedà
Informació actualitzada per un bot. Els canvis manuals es perdran quan s'actualitzi!

## abric rocós
| imatge | Nom                | Ubicat a | instància de | Detalls | coordenades                                                         | Protecció | Commons (més fotos) | Dades a WD                    |
| ------ | ------------------ | -------- | ------------ | ------- | ------------------------------------------------------------------- | --------- | ------------------- | ----------------------------- |
|        | Balma de l'Orri    | Saldes   | abric rocós  |         | 42° 11′ 47″ N, 1° 44′ 33″ E / 42.1963823699972°N,1.74252622667546°E |           |                     | Modifica les dades a Wikidata |
|        | Balma del Calderer | Saldes   | abric rocós  |         | 42° 14′ 10″ N, 1° 42′ 25″ E / 42.2362272040154°N,1.70704978764279°E |           |                     | Modifica les dades a Wikidata |

## arbre singular
| imatge | Nom                                   | Ubicat a | instància de   | Detalls                                                                        | coordenades                                                                                                  | Protecció        | Commons (més fotos)                   | Dades a WD                    |
| ------ | ------------------------------------- | -------- | -------------- | ------------------------------------------------------------------------------ | --- | ---------------- | ------------------------------------- | ----------------------------- |
|        | Faig Gros de les Molleres de Gresolet | Saldes   | arbre singular | Taxon: faig (Fagus sylvatica) Ample: 20.5m Alt: 20m Perímetre: 5.22m           | 42° 15′ 23″ N, 1° 41′ 56″ E / 42.25635°N,1.69883°E ca:Baga de Gresolet,                                      | arbre monumental | Faig Gros de les Molleres de Gresolet | Modifica les dades a Wikidata |
|        | Faigs del Clot de l'Om de Gresolet    | Saldes   | arbre singular | Taxon: faig (Fagus sylvatica) Ample: 26.5m Alt: 35m Perímetre: 4.64m           | 42° 15′ 28″ N, 1° 42′ 30″ E / 42.25768°N,1.70843°E ca:Baga de Gresolet                                       | arbre monumental | Faigs del Clot de l'Om de Gresolet    | Modifica les dades a Wikidata |
|        | Pins Vells de la Pleta dels baganesos | Saldes   | arbre singular | Taxon: Pinus uncinata (Pinus uncinata) Ample: 26.5m Alt: 35m Perímetre: 4.64m  | 42° 16′ 21″ N, 1° 42′ 09″ E / 42.27239°N,1.70259°E ca:Baga de Gresolet, Solell del Coll de Torn              | arbre monumental | Pins Vells de la Pleta dels Baganesos | Modifica les dades a Wikidata |
|        | Til·ler de can Joanet                 | Saldes   | arbre singular |                                                                                | 42° 13′ 24″ N, 1° 45′ 28″ E / 42.22346°N,1.75768°E ca:Saldes. Cal Joanet. Carretera de l'Obaga. 08697 SALDES |                  |                                       | Modifica les dades a Wikidata |
|        | avet de les Molleres de Gresolet      | Saldes   | arbre singular | Taxon: avet blanc (Abies alba) Ample: 13.5m Alt: 35m Perímetre: 4.08m          | 42° 15′ 20″ N, 1° 41′ 54″ E / 42.25557°N,1.6982°E ca:Baga de Gresolet                                        | arbre monumental | Avet de les Molleres de Gresolet      | Modifica les dades a Wikidata |
|        | faig Setrill de la Baga de Gresolet   | Saldes   | arbre singular | Taxon: faig (Fagus sylvatica) Ample: 24.5m Alt: 28m Perímetre: 3.71m           | 42° 15′ 48″ N, 1° 43′ 54″ E / 42.26346°N,1.73175°E cad:Baga o Bosc de Gresolet                               | arbre monumental | Faig Setrill de la Baga de Gresolet   | Modifica les dades a Wikidata |
|        | pi del Roc dels Castellots            | Saldes   | arbre singular | Taxon: Pinus uncinata (Pinus uncinata) Ample: 11.3m Alt: 13.5m Perímetre: 4.6m | 42° 16′ 23″ N, 1° 42′ 38″ E / 42.27306°N,1.71065°E ca:Baga de Gresolet, Solell del Coll de Torn              | arbre monumental | Pi del Roc dels Castellots            | Modifica les dades a Wikidata |
|        | roure de cal Lluc                     | Saldes   | arbre singular | Taxon: roure martinenc (Quercus pubescens)                                     | 42° 13′ 33″ N, 1° 45′ 20″ E / 42.22595°N,1.75552°E ca:Saldes. Cal Lluc. Carretera de l'Obaga. 08697 SALDES   |                  |                                       | Modifica les dades a Wikidata |

## curs d'aigua
| imatge | Nom            | Ubicat a                                          | instància de | Detalls                                            | coordenades                                                                                               | Protecció | Commons (més fotos)  | Dades a WD                    |
| ------ | -------------- | ------------------------------------------------- | ------------ | -------------------------------------------------- | --- | --------- | -------------------- | ----------------------------- |
|        | Aigua de Valls | Gósol Saldes Guixers                              | curs d'aigua | Desemboca: Cardener Llarg: 22.8km Conca: 103.59km² | 42° 13′ 34″ N, 1° 39′ 38″ E / 42.225997°N,1.660469°E 42° 07′ 39″ N, 1° 36′ 36″ E / 42.127474°N,1.610087°E |           | Aigua de Valls River | Modifica les dades a Wikidata |
|        | riu de Saldes  | Saldes Gisclareny Vallcebre Guardiola de Berguedà | curs d'aigua | Desemboca: Llobregat Llarg: 17km                   | 42° 11′ 27″ N, 1° 44′ 06″ E / 42.190769°N,1.73503°E 42° 12′ 53″ N, 1° 52′ 09″ E / 42.214775°N,1.869164°E  |           | Riu de Saldes        | Modifica les dades a Wikidata |

## edifici
| imatge | Nom                    | Ubicat a | instància de | Detalls                     | coordenades | Protecció                                  | Commons (més fotos)    | Dades a WD                    |
| ------ | ---------------------- | -------- | ------------ | --------------------------- | --- | ------------------------------------------ | ---------------------- | ----------------------------- |
|        | Cal Masanas            | Saldes   | edifici      | Estil: arquitectura popular | | bé integrant del patrimoni cultural català |                        | Modifica les dades a Wikidata |
|        | Casa Solà              | Saldes   | edifici      | Estil: arquitectura popular | | bé integrant del patrimoni cultural català |                        | Modifica les dades a Wikidata |
|        | Pallissa de Cal Bensoi | Saldes   | edifici      | Estil: arquitectura popular | 42° 13′ 47″ N, 1° 44′ 11″ E / 42.229694°N,1.736407°E ca:Saldes. Pallissa de Cal Bensoi. Carrer Sant Martí. 08697 SALDES | bé integrant del patrimoni cultural català | Pallissa de Cal Bensoi | Modifica les dades a Wikidata |

## església
| imatge | Nom                               | Ubicat a | instància de                 | Detalls                                                        | coordenades                                                                                            | Protecció                                  | Commons (més fotos)                    | Dades a WD                    |
| ------ | --------------------------------- | -------- | ---------------------------- | -------------------------------------------------------------- | --- | ------------------------------------------ | -------------------------------------- | ----------------------------- |
|        | Sant Andreu de l'Espà             | l'Espà   | església església parroquial | Estil: arquitectura romànica arquitectura popular 12nd century | 42° 13′ 03″ N, 1° 41′ 36″ E / 42.217574°N,1.693202°E ca:L'Espà. 1327 msnm                              | bé integrant del patrimoni cultural català | Sant Andreu de l'Espà                  | Modifica les dades a Wikidata |
|        | Sant Martí de Saldes              | Saldes   | església església parroquial | Estil: arquitectura romànica                                   | 42° 13′ 46″ N, 1° 44′ 10″ E / 42.229347°N,1.736002°E ca:Nucli urbà. Plaça de Sant Martí. 08697 SALDES  | bé integrant del patrimoni cultural català | Sant Martí de Saldes                   | Modifica les dades a Wikidata |
|        | Sant Ponç de Molers               | Saldes   | església                     | Estil: arquitectura romànica 11st century                      | 42° 14′ 00″ N, 1° 45′ 41″ E / 42.233369°N,1.76125°E ca:Maçaners, veïnat de Molers 1170 msnm            | bé integrant del patrimoni cultural català | Sant Ponç de Molers                    | Modifica les dades a Wikidata |
|        | Sant Sebastià del Sull            | Saldes   | església monestir necròpolis | Estil: art preromànic 9th century                              | 42° 14′ 34″ N, 1° 45′ 35″ E / 42.2427°N,1.75963°E                                                      | bé cultural d'interès local                | Sant Sebastià del Sull                 | Modifica les dades a Wikidata |
|        | Sant Serni de Maçaners            | Maçaners | església església parroquial |                                                                | 42° 14′ 01″ N, 1° 46′ 34″ E / 42.2337441740715°N,1.77623875099386°E 1264 msnm                          |                                            |                                        | Modifica les dades a Wikidata |
|        | Santa Maria del Castell de Saldes | Saldes   | església                     | Estil: arquitectura romànica arquitectura popular 12nd century | 42° 14′ 01″ N, 1° 44′ 22″ E / 42.233743°N,1.739344°E ca:Saldes. Barri Sobirà.                          |                                            | Santa Maria del Castell de Saldes      | Modifica les dades a Wikidata |
|        | Santuari de Gresolet              | Saldes   | església                     | Estil: arquitectura popular                                    | 42° 15′ 31″ N, 1° 43′ 31″ E / 42.2587°N,1.72525°E ca:Santuari de Gresolet. Vall de Gresolet. 1360 msnm | bé integrant del patrimoni cultural català | Santuari de la Mare de Déu de Gresolet | Modifica les dades a Wikidata |

## font
| imatge | Nom                     | Ubicat a | instància de | Detalls | coordenades                                                         | Protecció | Commons (més fotos) | Dades a WD                    |
| ------ | ----------------------- | -------- | ------------ | ------- | ------------------------------------------------------------------- | --------- | ------------------- | ----------------------------- |
|        | font Cerdana            | Saldes   | font         |         | 42° 16′ 10″ N, 1° 43′ 12″ E / 42.2693358637051°N,1.72011168819072°E |           |                     | Modifica les dades a Wikidata |
|        | font Seca               | Saldes   | font         |         | 42° 14′ 14″ N, 1° 43′ 35″ E / 42.23720106924°N,1.7263086660736°E    |           |                     | Modifica les dades a Wikidata |
|        | font d'Ensija           | Saldes   | font         |         | 42° 11′ 16″ N, 1° 44′ 52″ E / 42.1876872440844°N,1.74790593056011°E |           |                     | Modifica les dades a Wikidata |
|        | font de l'Espinal       | Saldes   | font         |         | 42° 12′ 49″ N, 1° 44′ 24″ E / 42.2137019356004°N,1.74013522295487°E |           |                     | Modifica les dades a Wikidata |
|        | font de l'Orri          | Saldes   | font         |         | 42° 11′ 42″ N, 1° 45′ 01″ E / 42.19513520942°N,1.7501654674862°E    |           |                     | Modifica les dades a Wikidata |
|        | font de les Bassotes    | Saldes   | font         |         | 42° 15′ 47″ N, 1° 41′ 36″ E / 42.2631272820955°N,1.69345425892159°E |           |                     | Modifica les dades a Wikidata |
|        | font de les Campanes    | Saldes   | font         |         | 42° 13′ 06″ N, 1° 45′ 01″ E / 42.2183170534155°N,1.75037837255415°E |           |                     | Modifica les dades a Wikidata |
|        | font de les Granotes    | Saldes   | font         |         | 42° 13′ 11″ N, 1° 44′ 23″ E / 42.2197222478145°N,1.73970051415612°E |           |                     | Modifica les dades a Wikidata |
|        | font de les Salamandres | Saldes   | font         |         | 42° 12′ 19″ N, 1° 41′ 50″ E / 42.2052782274555°N,1.69714245855028°E |           |                     | Modifica les dades a Wikidata |
|        | font del Bullidor       | Saldes   | font         |         | 42° 12′ 53″ N, 1° 45′ 11″ E / 42.21485295945°N,1.75316049834127°E   |           |                     | Modifica les dades a Wikidata |
|        | font del Grauet         | Saldes   | font         |         | 42° 13′ 07″ N, 1° 46′ 00″ E / 42.218729514424°N,1.7666624960971°E   |           |                     | Modifica les dades a Wikidata |
|        | font dels Gavaits       | Saldes   | font         |         | 42° 13′ 24″ N, 1° 46′ 26″ E / 42.223309526366°N,1.7738434218817°E   |           |                     | Modifica les dades a Wikidata |

## jaciment paleontològic
| imatge | Nom                                       | Ubicat a | instància de           | Detalls | coordenades                                                                      | Protecció                      | Commons (més fotos) | Dades a WD                    |
| ------ | ----------------------------------------- | -------- | ---------------------- | ------- | -------------------------------------------------------------------------------- | ------------------------------ | ------------------- | ----------------------------- |
|        | Icnites de Coll de Jou                    | Saldes   | jaciment paleontològic |         | 42° 11′ 59″ N, 1° 47′ 21″ E / 42.19980555555556°N,1.7890833333333334°E 1540 msnm | bé cultural d'interès nacional |                     | Modifica les dades a Wikidata |
|        | jaciment paleontològic de Coll de Jou     | Saldes   | jaciment paleontològic |         | 42° 13′ 20″ N, 1° 42′ 21″ E / 42.2221110783132°N,1.70593234621001°E              |                                |                     | Modifica les dades a Wikidata |
|        | jaciment paleontològic de Coll de Pradell | Saldes   | jaciment paleontològic |         | 42° 12′ 04″ N, 1° 45′ 57″ E / 42.201065390491°N,1.76572598189617°E               |                                |                     | Modifica les dades a Wikidata |

## masia
| imatge | Nom                   | Ubicat a          | instància de | Detalls                                  | coordenades | Protecció                                  | Commons (més fotos) | Dades a WD                    |
| ------ | --------------------- | ----------------- | ------------ | ---------------------------------------- | --- | ------------------------------------------ | ------------------- | ----------------------------- |
|        | Anorra                | Saldes            | masia        |                                          | 42° 15′ 07″ N, 1° 43′ 57″ E / 42.2519845352962°N,1.7325728596746°E                                                                                          |                                            |                     | Modifica les dades a Wikidata |
|        | Ca l'Anella           | Saldes            | masia        |                                          | 42° 13′ 47″ N, 1° 46′ 09″ E / 42.2296696675449°N,1.76915565582065°E                                                                                         |                                            |                     | Modifica les dades a Wikidata |
|        | Ca l'Arner            | Saldes            | masia        |                                          | 42° 13′ 41″ N, 1° 43′ 53″ E / 42.2279888518402°N,1.73144138657804°E                                                                                         |                                            |                     | Modifica les dades a Wikidata |
|        | Ca l'Elies            | Saldes            | masia        |                                          | 42° 13′ 28″ N, 1° 45′ 36″ E / 42.22446352687°N,1.75990237918366°E                                                                                           |                                            |                     | Modifica les dades a Wikidata |
|        | Ca l'Ermità           | Saldes            | masia        |                                          | 42° 13′ 34″ N, 1° 44′ 33″ E / 42.2261840459397°N,1.74256498539366°E                                                                                         |                                            |                     | Modifica les dades a Wikidata |
|        | Ca l'Escarola         | Saldes            | masia        |                                          | 42° 12′ 45″ N, 1° 42′ 36″ E / 42.2126111529011°N,1.71006364067959°E                                                                                         |                                            |                     | Modifica les dades a Wikidata |
|        | Ca l'Esquerrà         | Saldes            | masia        |                                          | 42° 13′ 46″ N, 1° 43′ 58″ E / 42.229560356869°N,1.73265807905434°E                                                                                          |                                            |                     | Modifica les dades a Wikidata |
|        | Ca l'Estevelló        | Saldes            | masia        |                                          | 42° 13′ 14″ N, 1° 44′ 51″ E / 42.2204936106755°N,1.74763350240023°E                                                                                         |                                            |                     | Modifica les dades a Wikidata |
|        | Ca l'Hoste            | Saldes            | masia        |                                          | 42° 13′ 39″ N, 1° 43′ 54″ E / 42.2274511518291°N,1.73168238973873°E                                                                                         |                                            |                     | Modifica les dades a Wikidata |
|        | Ca la Gran            | Saldes            | masia        |                                          | 42° 13′ 36″ N, 1° 46′ 15″ E / 42.2265883253873°N,1.77071809724716°E                                                                                         |                                            |                     | Modifica les dades a Wikidata |
|        | Ca la Joana           | Saldes            | masia        |                                          | 42° 13′ 31″ N, 1° 43′ 32″ E / 42.2253115837281°N,1.72553329727197°E                                                                                         |                                            |                     | Modifica les dades a Wikidata |
|        | Ca la Martina         | Saldes            | masia        |                                          | 42° 13′ 40″ N, 1° 46′ 18″ E / 42.2278603406288°N,1.7717597791775°E                                                                                          |                                            |                     | Modifica les dades a Wikidata |
|        | Ca la Pona            | Saldes            | masia        |                                          | 42° 13′ 35″ N, 1° 46′ 40″ E / 42.226340562981°N,1.77787222319561°E                                                                                          |                                            |                     | Modifica les dades a Wikidata |
|        | Cal Baldiri           | Saldes            | masia        |                                          | 42° 13′ 56″ N, 1° 44′ 17″ E / 42.2323292457934°N,1.73792275177109°E                                                                                         |                                            |                     | Modifica les dades a Wikidata |
|        | Cal Baró              | Saldes            | masia        |                                          | 42° 14′ 00″ N, 1° 47′ 04″ E / 42.233330185032°N,1.7845562905261°E                                                                                           |                                            |                     | Modifica les dades a Wikidata |
|        | Cal Batllevell        | Saldes            | masia        |                                          | 42° 13′ 39″ N, 1° 43′ 57″ E / 42.2276040572401°N,1.73247909742683°E                                                                                         |                                            |                     | Modifica les dades a Wikidata |
|        | Cal Bessó             | Saldes            | masia        |                                          | 42° 14′ 33″ N, 1° 44′ 41″ E / 42.242480788906°N,1.74464126639006°E                                                                                          |                                            |                     | Modifica les dades a Wikidata |
|        | Cal Bigardo           | Saldes            | masia        |                                          | 42° 12′ 59″ N, 1° 41′ 41″ E / 42.216463003802°N,1.69469539770927°E                                                                                          |                                            |                     | Modifica les dades a Wikidata |
|        | Cal Blau              | Saldes            | masia        |                                          | 42° 13′ 01″ N, 1° 41′ 36″ E / 42.2169706147121°N,1.69340068254176°E                                                                                         |                                            |                     | Modifica les dades a Wikidata |
|        | Cal Calderer          | Saldes            | masia        |                                          | 42° 13′ 57″ N, 1° 44′ 18″ E / 42.2324869815566°N,1.73834376150021°E                                                                                         |                                            |                     | Modifica les dades a Wikidata |
|        | Cal Carinyena         | Saldes            | masia        |                                          | 42° 13′ 13″ N, 1° 44′ 39″ E / 42.2202751137399°N,1.74412408916311°E                                                                                         |                                            |                     | Modifica les dades a Wikidata |
|        | Cal Carota            | Saldes            | masia        |                                          | 42° 13′ 58″ N, 1° 46′ 58″ E / 42.2328867496348°N,1.78283579523527°E                                                                                         |                                            |                     | Modifica les dades a Wikidata |
|        | Cal Cebrià            | Saldes            | masia        |                                          | 42° 13′ 42″ N, 1° 46′ 23″ E / 42.2284221785965°N,1.77292432103405°E                                                                                         |                                            |                     | Modifica les dades a Wikidata |
|        | Cal Cisco             | Saldes            | masia        |                                          | 42° 14′ 48″ N, 1° 44′ 13″ E / 42.2467199977204°N,1.73701771324351°E                                                                                         |                                            |                     | Modifica les dades a Wikidata |
|        | Cal Cisteller         | Saldes            | masia        |                                          | 42° 12′ 57″ N, 1° 43′ 26″ E / 42.2158098082929°N,1.72388284211563°E                                                                                         |                                            |                     | Modifica les dades a Wikidata |
|        | Cal Civader           | Saldes            | masia        |                                          | 42° 13′ 53″ N, 1° 46′ 02″ E / 42.2312525090459°N,1.76727078005521°E 1225 msnm                                                                               |                                            | Cal Civader         | Modifica les dades a Wikidata |
|        | Cal Comes             | Saldes            | masia        |                                          | 42° 13′ 31″ N, 1° 44′ 20″ E / 42.2252419961913°N,1.73879097917041°E                                                                                         |                                            |                     | Modifica les dades a Wikidata |
|        | Cal Faldilla          | Saldes            | masia        |                                          | 42° 13′ 43″ N, 1° 44′ 50″ E / 42.2286581324337°N,1.74726610114522°E                                                                                         |                                            |                     | Modifica les dades a Wikidata |
|        | Cal Fantasi           | Saldes            | masia        |                                          | 42° 13′ 33″ N, 1° 45′ 10″ E / 42.2258813716406°N,1.75278595181027°E                                                                                         |                                            |                     | Modifica les dades a Wikidata |
|        | Cal Fanxó             | Saldes            | masia        |                                          | 42° 12′ 39″ N, 1° 42′ 27″ E / 42.2108627465206°N,1.70755517688043°E                                                                                         |                                            |                     | Modifica les dades a Wikidata |
|        | Cal Ferrús            | Saldes            | masia        |                                          | 42° 12′ 46″ N, 1° 42′ 12″ E / 42.2129038322917°N,1.70327334703064°E                                                                                         |                                            |                     | Modifica les dades a Wikidata |
|        | Cal Forneró           | Saldes            | masia        |                                          | 42° 13′ 19″ N, 1° 44′ 44″ E / 42.2220114784635°N,1.74560425524947°E                                                                                         |                                            |                     | Modifica les dades a Wikidata |
|        | Cal Francisquet       | Saldes            | masia        |                                          | 42° 13′ 33″ N, 1° 43′ 34″ E / 42.2257877365127°N,1.72623864306944°E                                                                                         |                                            |                     | Modifica les dades a Wikidata |
|        | Cal General           | Saldes            | masia        |                                          | 42° 13′ 24″ N, 1° 44′ 53″ E / 42.2233990349023°N,1.74813345360592°E                                                                                         |                                            |                     | Modifica les dades a Wikidata |
|        | Cal Gleva             | Saldes            | masia        |                                          | 42° 13′ 22″ N, 1° 47′ 08″ E / 42.2227759304084°N,1.78567150562909°E                                                                                         |                                            |                     | Modifica les dades a Wikidata |
|        | Cal Gravat            | Saldes            | masia        |                                          | 42° 13′ 49″ N, 1° 45′ 41″ E / 42.230152537273°N,1.76130578865913°E                                                                                          |                                            |                     | Modifica les dades a Wikidata |
|        | Cal Grill             | Saldes            | masia        |                                          | 42° 13′ 50″ N, 1° 46′ 51″ E / 42.2306594713781°N,1.7808790709249°E                                                                                          |                                            |                     | Modifica les dades a Wikidata |
|        | Cal Gràcia            | Saldes            | masia        |                                          | 42° 13′ 27″ N, 1° 47′ 03″ E / 42.224217553805°N,1.78403230327688°E                                                                                          |                                            |                     | Modifica les dades a Wikidata |
|        | Cal Guineu            | Saldes            | masia        |                                          | 42° 13′ 38″ N, 1° 46′ 21″ E / 42.22722960018°N,1.77257177326991°E                                                                                           |                                            |                     | Modifica les dades a Wikidata |
|        | Cal Guitard           | Saldes            | masia        |                                          | 42° 13′ 15″ N, 1° 40′ 46″ E / 42.2208899939637°N,1.67939811658061°E                                                                                         |                                            |                     | Modifica les dades a Wikidata |
|        | Cal Janet             | Saldes            | masia        |                                          | 42° 13′ 38″ N, 1° 43′ 59″ E / 42.2272953390985°N,1.73306692159838°E                                                                                         |                                            |                     | Modifica les dades a Wikidata |
|        | Cal Jepet             | Saldes            | masia        |                                          | 42° 13′ 19″ N, 1° 47′ 08″ E / 42.2219364790302°N,1.78549372694497°E                                                                                         |                                            |                     | Modifica les dades a Wikidata |
|        | Cal Joan              | Saldes            | masia        |                                          | 42° 13′ 32″ N, 1° 45′ 22″ E / 42.2254854837985°N,1.75613812464329°E                                                                                         |                                            |                     | Modifica les dades a Wikidata |
|        | Cal Joanet            | Saldes            | masia        |                                          | 42° 13′ 25″ N, 1° 45′ 31″ E / 42.2236474744252°N,1.75856125113443°E                                                                                         |                                            |                     | Modifica les dades a Wikidata |
|        | Cal Lluc              | Saldes            | masia        | Estil: arquitectura popular 18th century | 42° 13′ 34″ N, 1° 45′ 18″ E / 42.22598°N,1.755045°E ca:Saldes. Cal Lluc. Carretera de l'Obaga. 08697 SALDES                                                 | bé integrant del patrimoni cultural català |                     | Modifica les dades a Wikidata |
|        | Cal Malabó            | Saldes            | masia        |                                          | 42° 13′ 29″ N, 1° 47′ 21″ E / 42.224705511176°N,1.7892939123528°E                                                                                           |                                            |                     | Modifica les dades a Wikidata |
|        | Cal Marcanut          | Saldes            | masia        |                                          | 42° 13′ 43″ N, 1° 44′ 43″ E / 42.2285116795621°N,1.74540284196428°E                                                                                         |                                            |                     | Modifica les dades a Wikidata |
|        | Cal Masfred           | Saldes            | masia        |                                          | 42° 13′ 18″ N, 1° 44′ 11″ E / 42.2215399096024°N,1.73628384310514°E                                                                                         |                                            |                     | Modifica les dades a Wikidata |
|        | Cal Mestre            | Saldes            | masia        |                                          | 42° 13′ 32″ N, 1° 44′ 41″ E / 42.2256031974785°N,1.744624343303°E                                                                                           |                                            |                     | Modifica les dades a Wikidata |
|        | Cal Mianet            | Saldes            | masia        |                                          | 42° 13′ 32″ N, 1° 45′ 00″ E / 42.2256443366409°N,1.75003998071358°E                                                                                         |                                            |                     | Modifica les dades a Wikidata |
|        | Cal Minguet           | Saldes            | masia        |                                          | 42° 12′ 42″ N, 1° 42′ 37″ E / 42.2115865985133°N,1.71025409615901°E                                                                                         |                                            |                     | Modifica les dades a Wikidata |
|        | Cal Minoves           | Saldes            | masia        |                                          | 42° 13′ 51″ N, 1° 44′ 08″ E / 42.2307176977172°N,1.7355190811661°E                                                                                          |                                            |                     | Modifica les dades a Wikidata |
|        | Cal Miquel            | Saldes            | masia        |                                          | 42° 13′ 23″ N, 1° 45′ 22″ E / 42.2229277688539°N,1.75613986998482°E                                                                                         |                                            |                     | Modifica les dades a Wikidata |
|        | Cal Mià               | Saldes            | masia        |                                          | 42° 13′ 42″ N, 1° 45′ 45″ E / 42.2284189320883°N,1.76256359335135°E                                                                                         |                                            |                     | Modifica les dades a Wikidata |
|        | Cal Mosset            | Saldes            | masia        |                                          | 42° 13′ 37″ N, 1° 44′ 54″ E / 42.2269580579095°N,1.74828124456588°E                                                                                         |                                            |                     | Modifica les dades a Wikidata |
|        | Cal Mosso             | Saldes            | masia        |                                          | 42° 15′ 11″ N, 1° 45′ 12″ E / 42.2531669414564°N,1.75335158353776°E                                                                                         |                                            |                     | Modifica les dades a Wikidata |
|        | Cal Ninot             | Saldes            | masia        |                                          | 42° 13′ 34″ N, 1° 43′ 10″ E / 42.2261990838658°N,1.71950519431249°E                                                                                         |                                            |                     | Modifica les dades a Wikidata |
|        | Cal Noguera           | Saldes            | masia        |                                          | 42° 13′ 07″ N, 1° 47′ 04″ E / 42.2186198405991°N,1.78441838679096°E                                                                                         |                                            |                     | Modifica les dades a Wikidata |
|        | Cal Norra             | Saldes            | masia        |                                          | 42° 13′ 50″ N, 1° 44′ 09″ E / 42.2305062736889°N,1.73594744106706°E                                                                                         |                                            |                     | Modifica les dades a Wikidata |
|        | Cal Pajant            | Saldes            | masia        |                                          | 42° 13′ 30″ N, 1° 47′ 31″ E / 42.2249311996773°N,1.7919069205496°E                                                                                          |                                            |                     | Modifica les dades a Wikidata |
|        | Cal Parraquer         | Saldes            | masia        |                                          | 42° 12′ 41″ N, 1° 42′ 12″ E / 42.2113832479228°N,1.70340137185962°E                                                                                         |                                            |                     | Modifica les dades a Wikidata |
|        | Cal Pejan             | Saldes            | masia        |                                          | 42° 13′ 31″ N, 1° 47′ 23″ E / 42.2254123218274°N,1.78970451172226°E                                                                                         |                                            |                     | Modifica les dades a Wikidata |
|        | Cal Pere              | Saldes            | masia        |                                          | 42° 13′ 30″ N, 1° 45′ 56″ E / 42.2250637698823°N,1.76545244336647°E                                                                                         |                                            |                     | Modifica les dades a Wikidata |
|        | Cal Pere Periques     | Saldes            | masia        |                                          | 42° 13′ 39″ N, 1° 47′ 29″ E / 42.2276367725919°N,1.79140697056747°E                                                                                         |                                            |                     | Modifica les dades a Wikidata |
|        | Cal Pistraus          | Saldes            | masia        |                                          | 42° 15′ 03″ N, 1° 44′ 04″ E / 42.250800952488°N,1.7345204659181°E                                                                                           |                                            |                     | Modifica les dades a Wikidata |
|        | Cal Po                | Saldes            | masia        |                                          | 42° 13′ 40″ N, 1° 43′ 55″ E / 42.2278427487019°N,1.73207443562653°E                                                                                         |                                            |                     | Modifica les dades a Wikidata |
|        | Cal Roc               | Saldes            | masia        | Estil: arquitectura popular 18th century | 42° 13′ 37″ N, 1° 45′ 56″ E / 42.227032°N,1.765639°E ca:Maçaners. Cal Roc. 08697 SALDES                                                                     | bé integrant del patrimoni cultural català |                     | Modifica les dades a Wikidata |
|        | Cal Sastre            | Saldes            | masia        |                                          | 42° 13′ 33″ N, 1° 44′ 22″ E / 42.2258449254299°N,1.73956660615202°E                                                                                         |                                            |                     | Modifica les dades a Wikidata |
|        | Cal Sauvet            | Saldes            | masia        |                                          | 42° 13′ 26″ N, 1° 44′ 38″ E / 42.2238937206753°N,1.74395542867905°E                                                                                         |                                            |                     | Modifica les dades a Wikidata |
|        | Cal Serni             | Saldes            | masia        | Estil: arquitectura popular 18th century | 42° 13′ 27″ N, 1° 45′ 40″ E / 42.224236°N,1.761138°E ca:Molers. Cal Serni. Carretera de l'Obaga. 08697 SALDES                                               | bé integrant del patrimoni cultural català |                     | Modifica les dades a Wikidata |
|        | Cal Serrat            | Saldes            | masia        |                                          | 42° 13′ 27″ N, 1° 43′ 42″ E / 42.2242172703288°N,1.72836646830805°E                                                                                         |                                            |                     | Modifica les dades a Wikidata |
|        | Cal Simplici          | Saldes            | masia        |                                          | 42° 13′ 40″ N, 1° 46′ 10″ E / 42.2278526341849°N,1.7693606088233°E                                                                                          |                                            |                     | Modifica les dades a Wikidata |
|        | Cal Susèn             | Saldes            | masia        | Estil: arquitectura popular              | 42° 13′ 47″ N, 1° 47′ 04″ E / 42.229647°N,1.784577°E | bé integrant del patrimoni cultural català |                     | Modifica les dades a Wikidata |
|        | Cal Taleia            | Saldes            | masia        |                                          | 42° 13′ 18″ N, 1° 44′ 43″ E / 42.2216400555242°N,1.74540562644372°E                                                                                         |                                            |                     | Modifica les dades a Wikidata |
|        | Cal Tasconet          | Gisclareny Saldes | masia        |                                          | 42° 15′ 24″ N, 1° 45′ 55″ E / 42.2566100246486°N,1.76526156061864°E ca:Damunt de Cal Jan i cal Caló a la part sud-oest del segon veïnat del Coll de la Bena |                                            |                     | Modifica les dades a Wikidata |
|        | Cal Tomàs             | Saldes            | masia        |                                          | 42° 12′ 40″ N, 1° 41′ 46″ E / 42.2111279976624°N,1.69598037707422°E                                                                                         |                                            |                     | Modifica les dades a Wikidata |
|        | Cal Toniquet          | Saldes            | masia        |                                          | 42° 14′ 08″ N, 1° 44′ 34″ E / 42.2355243849791°N,1.74265829732723°E                                                                                         |                                            |                     | Modifica les dades a Wikidata |
|        | Cal Tresegona         | Saldes            | masia        |                                          | 42° 13′ 24″ N, 1° 44′ 47″ E / 42.2234423474137°N,1.74632717641805°E ca:Maçaners. Cal Tresegona. Carretera de l'Obaga. 08697 SALDES                          |                                            |                     | Modifica les dades a Wikidata |
|        | Cal Vicençó de l'Espà | Saldes            | masia        |                                          | 42° 13′ 02″ N, 1° 41′ 43″ E / 42.2173075413318°N,1.6953080203°E                                                                                             |                                            |                     | Modifica les dades a Wikidata |
|        | Cal Xisquet           | Saldes            | masia        |                                          | 42° 13′ 44″ N, 1° 45′ 47″ E / 42.2288480107848°N,1.7631005201338°E                                                                                          |                                            |                     | Modifica les dades a Wikidata |
|        | Cal Xiva              | Saldes            | masia        |                                          | 42° 13′ 33″ N, 1° 44′ 51″ E / 42.2258340038034°N,1.74761276254298°E                                                                                         |                                            |                     | Modifica les dades a Wikidata |
|        | Cal Xixa              | Saldes            | masia        |                                          | 42° 12′ 47″ N, 1° 42′ 14″ E / 42.2129921245788°N,1.70391363054771°E                                                                                         |                                            |                     | Modifica les dades a Wikidata |
|        | Campdenjou            | Saldes            | masia        |                                          | 42° 14′ 55″ N, 1° 44′ 12″ E / 42.2485533603753°N,1.73666597126433°E                                                                                         |                                            |                     | Modifica les dades a Wikidata |
|        | Can Bardines          | Saldes            | masia        |                                          | 42° 13′ 27″ N, 1° 40′ 55″ E / 42.2240910070642°N,1.68208195989238°E                                                                                         |                                            |                     | Modifica les dades a Wikidata |
|        | Can Carcau            | Saldes            | masia        |                                          | 42° 13′ 15″ N, 1° 45′ 09″ E / 42.2208250213827°N,1.75242505581166°E                                                                                         |                                            |                     | Modifica les dades a Wikidata |
|        | Can Collcurt          | Saldes            | masia        |                                          | 42° 14′ 59″ N, 1° 44′ 57″ E / 42.2497436748319°N,1.74912782976626°E                                                                                         |                                            |                     | Modifica les dades a Wikidata |
|        | Can Just              | Saldes            | masia        |                                          | 42° 13′ 55″ N, 1° 45′ 30″ E / 42.2319768751413°N,1.75844648781967°E                                                                                         |                                            |                     | Modifica les dades a Wikidata |
|        | Can Paulo             | Saldes            | masia        |                                          | 42° 14′ 17″ N, 1° 47′ 19″ E / 42.2380554154607°N,1.78871148787427°E                                                                                         |                                            |                     | Modifica les dades a Wikidata |
|        | Casa de les Costes    | Saldes            | masia        |                                          | 42° 16′ 01″ N, 1° 43′ 46″ E / 42.266954475233°N,1.7293473272362°E                                                                                           |                                            |                     | Modifica les dades a Wikidata |
|        | Casemprat             | Saldes            | masia        |                                          | 42° 13′ 47″ N, 1° 45′ 28″ E / 42.2298530200709°N,1.75776102634044°E                                                                                         |                                            |                     | Modifica les dades a Wikidata |
|        | Cases de la Garganta  | Saldes            | masia        |                                          | 42° 15′ 25″ N, 1° 44′ 56″ E / 42.2570732911083°N,1.74900721132293°E                                                                                         |                                            |                     | Modifica les dades a Wikidata |
|        | Galofré               | Saldes            | masia        |                                          | 42° 13′ 51″ N, 1° 46′ 09″ E / 42.2308956720995°N,1.76926513519927°E                                                                                         |                                            |                     | Modifica les dades a Wikidata |
|        | Torrià                | Saldes            | masia        |                                          | 42° 13′ 33″ N, 1° 45′ 06″ E / 42.2258872539705°N,1.75167103591796°E                                                                                         |                                            |                     | Modifica les dades a Wikidata |
|        | el Clot d'Esquers     | Saldes            | masia        |                                          | 42° 13′ 08″ N, 1° 47′ 02″ E / 42.218795303656°N,1.7839788432496°E                                                                                           |                                            |                     | Modifica les dades a Wikidata |
|        | el Roget (refugi)     | Saldes            | masia        |                                          | 42° 13′ 31″ N, 1° 43′ 31″ E / 42.2253820008049°N,1.72538647334366°E                                                                                         |                                            |                     | Modifica les dades a Wikidata |
|        | el Sull               | Saldes            | masia        | 14th century                             | 42° 14′ 02″ N, 1° 46′ 03″ E / 42.2338928270429°N,1.7674132954824°E ca:Maçaners. El Sull. 08697 SALDES                                                       |                                            |                     | Modifica les dades a Wikidata |
|        | el Tossal Salat       | Saldes            | masia        |                                          | 42° 13′ 05″ N, 1° 44′ 41″ E / 42.2180472551888°N,1.74464076064917°E                                                                                         |                                            |                     | Modifica les dades a Wikidata |
|        | els Casalots          | Saldes            | masia        |                                          | 42° 14′ 59″ N, 1° 43′ 59″ E / 42.2497927660632°N,1.73308950134574°E                                                                                         |                                            |                     | Modifica les dades a Wikidata |
|        | la Costa              | Saldes            | masia        |                                          | 42° 14′ 35″ N, 1° 43′ 44″ E / 42.2431630543874°N,1.72890720147431°E                                                                                         |                                            |                     | Modifica les dades a Wikidata |
|        | la Devesa             | Saldes            | masia        |                                          | 42° 13′ 37″ N, 1° 46′ 59″ E / 42.226896°N,1.783099°E 1302 msnm                                                                                              |                                            |                     | Modifica les dades a Wikidata |
|        | la Farga              | Saldes            | masia        | Estil: arquitectura popular              | 42° 12′ 48″ N, 1° 41′ 33″ E / 42.213307°N,1.692539°E | bé integrant del patrimoni cultural català |                     | Modifica les dades a Wikidata |
|        | la Llaguna            | Saldes            | masia        |                                          | 42° 13′ 05″ N, 1° 44′ 27″ E / 42.2179519342037°N,1.74087461333833°E                                                                                         |                                            |                     | Modifica les dades a Wikidata |
|        | la Marja              | Saldes            | masia        |                                          | 42° 13′ 47″ N, 1° 44′ 06″ E / 42.2298459547088°N,1.73486998500841°E                                                                                         |                                            |                     | Modifica les dades a Wikidata |
|        | la Serra              | Saldes            | masia        |                                          | 42° 13′ 40″ N, 1° 45′ 39″ E / 42.2278334852745°N,1.76089065922618°E                                                                                         |                                            |                     | Modifica les dades a Wikidata |
|        | la Teuleria           | Saldes            | masia        |                                          | 42° 14′ 29″ N, 1° 45′ 03″ E / 42.24137654641°N,1.75073545690916°E                                                                                           |                                            |                     | Modifica les dades a Wikidata |
|        | les Berques           | Saldes            | masia        |                                          | 42° 13′ 49″ N, 1° 45′ 56″ E / 42.2301789460933°N,1.76542546654768°E                                                                                         |                                            |                     | Modifica les dades a Wikidata |
|        | les Llenes            | Saldes            | masia        | 13rd century                             | 42° 13′ 54″ N, 1° 45′ 11″ E / 42.2316477290199°N,1.75301173461001°E ca:Saldes. Les Llenes. 08697 SALDES                                                     |                                            |                     | Modifica les dades a Wikidata |
|        | les Planasses         | Saldes            | masia        |                                          | 42° 13′ 31″ N, 1° 45′ 31″ E / 42.225385284203°N,1.75852719968549°E                                                                                          |                                            |                     | Modifica les dades a Wikidata |
|        | les Viles             | Saldes            | masia        |                                          | 42° 13′ 31″ N, 1° 43′ 51″ E / 42.2251813395827°N,1.73084327112672°E                                                                                         |                                            |                     | Modifica les dades a Wikidata |

## mina
| imatge | Nom             | Ubicat a | instància de | Detalls | coordenades                                          | Protecció | Commons (més fotos) | Dades a WD                    |
| ------ | --------------- | -------- | ------------ | ------- | ---------------------------------------------------- | --------- | ------------------- | ----------------------------- |
|        | Mina Clara      | Saldes   | mina         |         | 42° 13′ 06″ N, 1° 41′ 49″ E / 42.218366°N,1.696859°E |           |                     | Modifica les dades a Wikidata |
|        | mines de Saldes | Saldes   | mina         |         |                                                      |           |                     | Modifica les dades a Wikidata |

## molí d'aigua
| imatge | Nom                              | Ubicat a | instància de | Detalls                                  | coordenades                                                                                               | Protecció                                  | Commons (més fotos) | Dades a WD                    |
| ------ | -------------------------------- | -------- | ------------ | ---------------------------------------- | --- | ------------------------------------------ | ------------------- | ----------------------------- |
|        | Molí de Baix                     | Saldes   | molí d'aigua | Estil: arquitectura popular 18th century | 42° 14′ 29″ N, 1° 45′ 16″ E / 42.241393°N,1.754536°E ca:Vall de Gresolet. Pista de Gresolet. 08697 SALDES | bé integrant del patrimoni cultural català |                     | Modifica les dades a Wikidata |
|        | Molí de Cal Ferrer (casa-refugi) | Saldes   | molí d'aigua |                                          | 42° 14′ 37″ N, 1° 45′ 00″ E / 42.243512665592°N,1.75006303035659°E                                        |                                            |                     | Modifica les dades a Wikidata |
|        | Molí de Feners                   | Saldes   | molí d'aigua |                                          | 42° 12′ 29″ N, 1° 41′ 47″ E / 42.2079340556873°N,1.69626413013116°E                                       |                                            |                     | Modifica les dades a Wikidata |
|        | Molí de Jou                      | Saldes   | molí d'aigua |                                          | 42° 13′ 42″ N, 1° 46′ 59″ E / 42.2284410836835°N,1.78315145613797°E                                       |                                            |                     | Modifica les dades a Wikidata |
|        | Molí de Macaners                 | Saldes   | molí d'aigua |                                          | 42° 13′ 44″ N, 1° 46′ 48″ E / 42.2288405966147°N,1.78006581744871°E                                       |                                            |                     | Modifica les dades a Wikidata |
|        | Molí de Maçaners                 | Saldes   | molí d'aigua | Estil: arquitectura popular 18th century | 42° 13′ 44″ N, 1° 46′ 48″ E / 42.228825°N,1.780097°E ca:Maçaners. Molí de les Llenes. C. B-400.           | bé integrant del patrimoni cultural català |                     | Modifica les dades a Wikidata |
|        | Molí de la Farga                 | Saldes   | molí d'aigua | Estil: arquitectura popular 18th century | 42° 12′ 49″ N, 1° 41′ 32″ E / 42.213582°N,1.692146°E ca:L'Espà. Feners. Molí de la Farga. 08697 SALDES    | bé integrant del patrimoni cultural català |                     | Modifica les dades a Wikidata |
|        | Molí de la Palanca               | Saldes   | molí d'aigua | Estil: arquitectura popular 18th century | 42° 13′ 28″ N, 1° 44′ 27″ E / 42.224475°N,1.740861°E ca:Saldes. Molí de la Palanca.08697 SALDES           | bé integrant del patrimoni cultural català |                     | Modifica les dades a Wikidata |
|        | Molí de les Flors                | Saldes   | molí d'aigua | Estil: arquitectura popular 19th century | 42° 13′ 38″ N, 1° 44′ 31″ E / 42.227332°N,1.741907°E ca:Saldes. Molí de les Flors. 08697 SALDES           | bé integrant del patrimoni cultural català |                     | Modifica les dades a Wikidata |
|        | Molí de les Llenes               | Saldes   | molí d'aigua | Estil: arquitectura popular 18th century | 42° 14′ 00″ N, 1° 45′ 01″ E / 42.233359°N,1.750307°E ca:Saldes. Molí de les Llenes. 08697 SALDES          | bé integrant del patrimoni cultural català |                     | Modifica les dades a Wikidata |
|        | Molí del Ferrer                  | Saldes   | molí d'aigua | Estil: arquitectura popular              | 42° 14′ 33″ N, 1° 44′ 59″ E / 42.242458°N,1.749728°E                                                      | bé integrant del patrimoni cultural català |                     | Modifica les dades a Wikidata |

## muntanya
| imatge | Nom                      | Ubicat a                | instància de | Detalls | coordenades                                                                   | Protecció | Commons (més fotos)             | Dades a WD                    |
| ------ | ------------------------ | ----------------------- | ------------ | ------- | ----------------------------------------------------------------------------- | --------- | ------------------------------- | ----------------------------- |
|        | Cap de la Gallina Pelada | Saldes Fígols Gósol     | muntanya     |         | 42° 11′ 22″ N, 1° 44′ 17″ E / 42.1894343677°N,1.73803778545°E 2321 msnm       |           | Cap de la Gallina Pelada        | Modifica les dades a Wikidata |
|        | Pedraforca               | Saldes Gósol            | muntanya     |         | 42° 14′ 24″ N, 1° 42′ 11″ E / 42.239941°N,1.702938°E 2506 msnm                |           | Pedraforca                      | Modifica les dades a Wikidata |
|        | Pollegó Inferior         | Saldes                  | muntanya     |         | 42° 14′ 08″ N, 1° 42′ 25″ E / 42.23563°N,1.707024°E Pedraforca 2445 msnm      |           | Pollegó Inferior del Pedraforca | Modifica les dades a Wikidata |
|        | Pollegó Superior         | Saldes Gósol            | muntanya     |         | 42° 14′ 24″ N, 1° 42′ 11″ E / 42.2399451722°N,1.70292577431°E 2506 msnm       |           |                                 | Modifica les dades a Wikidata |
|        | Roc Roig                 | Saldes Gósol            | muntanya     |         | 42° 13′ 50″ N, 1° 42′ 02″ E / 42.23055556°N,1.70041667°E Pedraforca 2053 msnm |           | Roc Roig (Gósol)                | Modifica les dades a Wikidata |
|        | Roc de Sant Telm         | Saldes                  | muntanya     |         | 42° 12′ 11″ N, 1° 42′ 24″ E / 42.203°N,1.70675°E 1582.1 msnm                  |           |                                 | Modifica les dades a Wikidata |
|        | Roc de les Estoselles    | Saldes Gisclareny       | muntanya     |         | 42° 15′ 44″ N, 1° 45′ 11″ E / 42.262139°N,1.753089°E                          |           |                                 | Modifica les dades a Wikidata |
|        | Roc del Corb             | Saldes                  | muntanya     |         | 42° 12′ 10″ N, 1° 41′ 33″ E / 42.20272222°N,1.69258333°E 1293.5 msnm          |           |                                 | Modifica les dades a Wikidata |
|        | Roc del Picassall        | Saldes Vallcebre        | muntanya     |         | 42° 12′ 27″ N, 1° 47′ 15″ E / 42.2074°N,1.78739°E 1751.5 msnm                 |           |                                 | Modifica les dades a Wikidata |
|        | Roc dels Llamps          | Saldes                  | muntanya     |         | 42° 12′ 06″ N, 1° 43′ 06″ E / 42.2016°N,1.71828°E 1834.8 msnm                 |           |                                 | Modifica les dades a Wikidata |
|        | Roques Blanques          | Saldes Gósol            | muntanya     |         | 42° 11′ 27″ N, 1° 43′ 48″ E / 42.1908°N,1.73008°E serra d'Ensija 2150 msnm    |           | Roques Blanques (Gósol)         | Modifica les dades a Wikidata |
|        | Serrat Voltor            | Fígols Saldes Vallcebre | muntanya     |         | 42° 11′ 17″ N, 1° 46′ 37″ E / 42.188121°N,1.777023°E 2282 msnm                |           | Serrat Voltor                   | Modifica les dades a Wikidata |
|        | Serrat de Mateu          | Saldes Gósol            | muntanya     |         | 42° 11′ 57″ N, 1° 41′ 25″ E / 42.19919444°N,1.69022222°E 1479.1 msnm          |           |                                 | Modifica les dades a Wikidata |
|        | Tossal de Maçaners       | Saldes                  | muntanya     |         | 42° 12′ 54″ N, 1° 46′ 22″ E / 42.215°N,1.77283°E 1697.5 msnm                  |           |                                 | Modifica les dades a Wikidata |
|        | el Calderer              | Saldes                  | muntanya     |         | 42° 14′ 21″ N, 1° 42′ 24″ E / 42.23913889°N,1.70677778°E 2497 msnm            |           | El Calderer                     | Modifica les dades a Wikidata |

## nucli de població
| imatge | Nom         | Ubicat a | instància de                                           | Detalls                     | coordenades                                                                                                  | Protecció                   | Commons (més fotos) | Dades a WD                    |
| ------ | ----------- | -------- | ------------------------------------------------------ | --------------------------- | --- | --------------------------- | ------------------- | ----------------------------- |
|        | Cardina     | Saldes   | nucli de població                                      |                             | 42° 13′ 38″ N, 1° 43′ 40″ E / 42.227310129633°N,1.7277193043482°E                                            |                             |                     | Modifica les dades a Wikidata |
|        | Feners      | Saldes   | nucli de població                                      | Estil: arquitectura popular | 42° 12′ 37″ N, 1° 41′ 55″ E / 42.2104°N,1.69856°E ca:L'Espà, Feners 1231 msnm                                | bé cultural d'interès local | Feners (Saldes)     | Modifica les dades a Wikidata |
|        | Maçaners    | Saldes   | nucli de població nucli d'entitat singular de població | 11st century 16 hab         | 42° 14′ 03″ N, 1° 46′ 38″ E / 42.234153324766°N,1.7772691704416°E ca:Maçaners. 1263 msnm                     |                             | Maçaners            | Modifica les dades a Wikidata |
|        | Molers      | Saldes   | nucli de població                                      |                             | 42° 14′ 00″ N, 1° 45′ 39″ E / 42.2334333083477°N,1.76070839969485°E ca:Maçaners. Veïnat de Molers. 1170 msnm |                             | Molers (Saldes)     | Modifica les dades a Wikidata |
|        | Sobirà      | Saldes   | nucli de població                                      |                             | 42° 13′ 47″ N, 1° 44′ 03″ E / 42.2298035217203°N,1.73428916206452°E                                          |                             |                     | Modifica les dades a Wikidata |
|        | els Serrats | Saldes   | nucli de població                                      |                             | 42° 13′ 30″ N, 1° 43′ 39″ E / 42.2250639252104°N,1.72756185543448°E                                          |                             |                     | Modifica les dades a Wikidata |
|        | l'Espà      | Saldes   | nucli de població nucli d'entitat singular de població | 9 hab                       | 42° 13′ 06″ N, 1° 41′ 35″ E / 42.218278°N,1.693151°E ca:L'Espà. 1350 msnm                                    |                             | L'Espà (Saldes)     | Modifica les dades a Wikidata |

## pont
| imatge | Nom              | Ubicat a | instància de | Detalls | coordenades                                                         | Protecció | Commons (més fotos) | Dades a WD                    |
| ------ | ---------------- | -------- | ------------ | ------- | ------------------------------------------------------------------- | --------- | ------------------- | ----------------------------- |
|        | Pont de Xisquer  | Saldes   | pont         |         | 42° 13′ 17″ N, 1° 43′ 04″ E / 42.2214255870464°N,1.71786900182052°E |           |                     | Modifica les dades a Wikidata |
|        | Pont del Mal Pas | Saldes   | pont         |         | 42° 12′ 03″ N, 1° 41′ 51″ E / 42.2007516835139°N,1.69745349441701°E |           |                     | Modifica les dades a Wikidata |

## refugi de muntanya
| imatge | Nom                        | Ubicat a | instància de       | Detalls                                      | coordenades                                                                                   | Protecció | Commons (més fotos)        | Dades a WD                    |
| ------ | -------------------------- | -------- | ------------------ | -------------------------------------------- | --------------------------------------------------------------------------------------------- | --------- | -------------------------- | ----------------------------- |
|        | Refugi de Gresolet         | Saldes   | refugi de muntanya | 1997 Hi passa: cavalls del vent              | 42° 15′ 32″ N, 1° 43′ 31″ E / 42.25877222222222°N,1.7253333333333334°E 1243 msnm              |           | Refugi de Gresolet         | Modifica les dades a Wikidata |
|        | Refugi de Pleta de la Vila | Saldes   | refugi de muntanya | 1998                                         | 42° 12′ 23″ N, 1° 44′ 58″ E / 42.20648333°N,1.74944444°E 1500 msnm                            |           | Refugi de Pleta de la Vila | Modifica les dades a Wikidata |
|        | refugi Delgado Úbeda       | Saldes   | refugi de muntanya | 1964-09-13                                   | 42° 11′ 14″ N, 1° 44′ 55″ E / 42.18709167°N,1.74863611°E ca:Saldes. Serra d'Ensija. 2166 msnm |           | Refugi Delgado Úbeda       | Modifica les dades a Wikidata |
|        | refugi Lluís Estasen       | Saldes   | refugi de muntanya | 1949-06-26 Anomenat per: Lluís Estasen i Pla | 42° 14′ 43″ N, 1° 42′ 58″ E / 42.24527778°N,1.71611111°E ca:A la Jaça dels Prats 1673 msnm    |           | Refugi Lluís Estasen       | Modifica les dades a Wikidata |

## serra
| imatge | Nom                    | Ubicat a         | instància de | Detalls | coordenades                                                          | Protecció | Commons (més fotos)    | Dades a WD                    |
| ------ | ---------------------- | ---------------- | ------------ | ------- | -------------------------------------------------------------------- | --------- | ---------------------- | ----------------------------- |
|        | Serra Pedregosa (Bagà) | Saldes Bagà      | serra        |         | 42° 16′ 37″ N, 1° 41′ 54″ E / 42.27702778°N,1.69836111°E 2451 msnm   |           | Serra Pedregosa (Bagà) | Modifica les dades a Wikidata |
|        | Serra de Burella       | Saldes Vallcebre | serra        |         | 42° 14′ 09″ N, 1° 47′ 46″ E / 42.2357°N,1.79614°E 1230.7 msnm        |           |                        | Modifica les dades a Wikidata |
|        | Serra de Mata-rodona   | Saldes Vallcebre | serra        |         | 42° 12′ 27″ N, 1° 47′ 42″ E / 42.2076°N,1.79494°E 1752 msnm          |           | Serra de Mata-rodona   | Modifica les dades a Wikidata |
|        | Serrat Negre           | Saldes Vallcebre | serra        |         | 42° 11′ 33″ N, 1° 46′ 13″ E / 42.1926°N,1.77025°E 2281.8 msnm        |           |                        | Modifica les dades a Wikidata |
|        | serrat Roig            | Saldes           | serra        |         | 42° 11′ 38″ N, 1° 45′ 38″ E / 42.19383333°N,1.76047222°E 2192.3 msnm |           |                        | Modifica les dades a Wikidata |
|        | serrat de la Matella   | Gósol Saldes     | serra        |         | 42° 12′ 24″ N, 1° 40′ 31″ E / 42.20658333°N,1.67525°E 1664 msnm      |           | Serrat de la Matella   | Modifica les dades a Wikidata |

## serralada
| imatge | Nom            | Ubicat a                                                                                     | instància de             | Detalls                  | coordenades                                                    | Protecció | Commons (més fotos) | Dades a WD                    |
| ------ | -------------- | -------------------------------------------------------------------------------------------- | ------------------------ | ------------------------ | -------------------------------------------------------------- | --------- | ------------------- | ----------------------------- |
|        | serra d'Ensija | Vallcebre Saldes Fígols                                                                      | serralada                |                          | 42° 11′ 03″ N, 1° 45′ 17″ E / 42.184133°N,1.754818°E 2320 msnm |           | Serra d'Ensija      | Modifica les dades a Wikidata |
|        | serra del Cadí | Cava Josa i Tuixén Saldes Gisclareny Montellà i Martinet Alàs i Cerc la Vansa i Fórnols Bagà | serralada àrea protegida | Llarg: 22.6km Ample: 8km | 42° 17′ 08″ N, 1° 38′ 09″ E / 42.285691°N,1.635761°E           |           | Serra del Cadí      | Modifica les dades a Wikidata |

## àrea protegida
| imatge | Nom                                 | Ubicat a                                                      | instància de                                                          | Detalls                       | coordenades                                          | Protecció | Commons (més fotos)                 | Dades a WD                    |
| ------ | ----------------------------------- | ------------------------------------------------------------- | --------------------------------------------------------------------- | ----------------------------- | ---------------------------------------------------- | --------- | ----------------------------------- | ----------------------------- |
|        | Bosc de la Baga de Gresolet         | Saldes                                                        | àrea protegida bosc                                                   |                               | 42° 15′ 23″ N, 1° 41′ 56″ E / 42.256345°N,1.698828°E |           | Bosc de la Baga de Gresolet         | Modifica les dades a Wikidata |
|        | Serra d'Ensija-els Rasos de Peguera | Castellar del Riu Cercs Fígols Vallcebre Saldes Gósol Guixers | àrea protegida espai d'interès natural Pla d'Espais d'Interès Natural | 1992 Superfície: 4341.55981ha | 42° 11′ N, 1° 44′ E / 42.19°N,1.74°E                 |           | Serra d'Ensija-els Rasos de Peguera | Modifica les dades a Wikidata |

## Misc
| imatge | Nom                          | Ubicat a | instància de                                   | Detalls                      | coordenades | Protecció                                            | Commons (més fotos)       | Dades a WD                    |
| ------ | ---------------------------- | -------- | ---------------------------------------------- | ---------------------------- | --- | ---------------------------------------------------- | ------------------------- | ----------------------------- |
|        | Balma de Santa Cecília       | Saldes   | avenc                                          |                              | 42° 15′ 58″ N, 1° 42′ 19″ E / 42.2660339984835°N,1.70516766094349°E                                                |                                                      |                           | Modifica les dades a Wikidata |
|        | Castell de Saldes            | Saldes   | castell                                        | Estil: arquitectura romànica | 42° 14′ 00″ N, 1° 44′ 21″ E / 42.233442°N,1.739156°E                                                               | bé d'interès cultural bé cultural d'interès nacional | Castell de Saldes         | Modifica les dades a Wikidata |
|        | Escola Pedraforca            | Saldes   | escola de Catalunya                            |                              | 42° 13′ 45″ N, 1° 44′ 08″ E / 42.2292663°N,1.7355419°E ca:p. Sant Martí, s/n, 08697 Saldes                         |                                                      |                           | Modifica les dades a Wikidata |
|        | Forat del Llop               | Saldes   | cova                                           |                              | 42° 14′ 40″ N, 1° 43′ 50″ E / 42.2444069354078°N,1.73062764259163°E                                                |                                                      |                           | Modifica les dades a Wikidata |
|        | Granja del Pere Periques     | Saldes   | granja                                         |                              | 42° 13′ 50″ N, 1° 47′ 39″ E / 42.2306650472479°N,1.7941848815146°E                                                 |                                                      |                           | Modifica les dades a Wikidata |
|        | Monument a la Mineria        | Saldes   | monument                                       | 1996                         | 42° 13′ 32″ N, 1° 44′ 07″ E / 42.22557°N,1.73516°E ca:Saldes. Oficines Carbons Pedraforca. Segon bis. 08697 SALDES |                                                      |                           | Modifica les dades a Wikidata |
|        | Pou de cal Xisquet           | Saldes   | element arquitectònic                          |                              | 42° 13′ 44″ N, 1° 45′ 48″ E / 42.22878°N,1.76336°E ca:Maçaners. Cal Xisquet. Carretera de l'Obaga. 09697 SALDES    |                                                      |                           | Modifica les dades a Wikidata |
|        | Saldes                       | Saldes   | entitat singular de població capital municipal | 300 hab                      | 42° 13′ 43″ N, 1° 44′ 06″ E / 42.22864913°N,1.7350637°E 1214 msnm                                                  |                                                      |                           | Modifica les dades a Wikidata |
|        | Sant Antoni                  | Saldes   | edifici històric capella                       |                              | 42° 13′ 51″ N, 1° 47′ 39″ E / 42.230731237823°N,1.7943007385084°E                                                  |                                                      |                           | Modifica les dades a Wikidata |
|        | casa consistorial de Saldes  | Saldes   | casa consistorial                              |                              | 42° 13′ 43″ N, 1° 44′ 06″ E / 42.2286553°N,1.735048°E                                                              |                                                      |                           | Modifica les dades a Wikidata |
|        | creu del cementiri de Saldes | Saldes   | creu de terme                                  | 1952                         | 42° 13′ 36″ N, 1° 44′ 14″ E / 42.22674°N,1.7372°E ca:Saldes. Cementiri.                                            |                                                      |                           | Modifica les dades a Wikidata |
|        | dolmen de Molers             | Saldes   | dolmen                                         |                              | 42° 13′ 46″ N, 1° 45′ 44″ E / 42.2294925°N,1.76227306°E 1212 msnm                                                  | bé cultural d'interès local                          | Dolmen de Molers (Saldes) | Modifica les dades a Wikidata |